# Gravity Rush 2
Gravity Rush 2, conhecido no Japão como Gravity Daze 2 é um jogo eletrônico de ação e aventura. O jogo que é continuação de Gravity Rush, foi desenvolvido pela Project Siren, equipe interna ao SIE Japan Studio, e publicado pela Sony Interactive Entertainment para o PlayStation 4. Dirigido por Keiichiro Toyama, a mecânica principal do jogo consiste na habilidade do jogador em manipular a gravidade, permitindo movimentos únicos e navegação.

## Jogabilidade
As mecânicas de controle de gravidade introduzidas em Gravity Rush foram expandidas em Gravity Rush 2. Os jogados podem escolher entre três estilos de gravidade: o estilo original do primeiro jogo, Lunar e Jupiter. Lunar será leve e aumentará a velocidade de Kat e sua habilidade de pular alto. Jupiter fará Kat sentir-se pesada, dando mais impacto aos seus ataques. Os jogadores podem trocar entre os estilos de gravidade usando o touch pad.
O diretor Keiichiro Toyama enfatiza a imersão com Gravity Rush 2. Toyama diz que a chave para isso é expandir o universo, fazendo Kat e seus arredores passarem uma sensação mais viva. A nova cidade do jogo, por exemplo, é mais vívida e mais colorida, e Kat poderá conversar com os habitantes da cidade e as pessoas reagem organicamente. Os ambientes são destrutíveis.
Os Nevi, retornam em Gravity Rush 2, junto com outros inimigos, como soldados humanos, alguns dos quais operam mechas de combate. A companheira Deslocadora de Gravidade, Raven, que aparece na maior parte como antagonista no primeiro jogo, é uma aliada controlada por IA que pode lutar com Kat durante certas batalhas.
Como Gravity Rush 2 tem três vezes a quantidade de missões de seu antecessor, o jogo dura entre 20-40 horas. O mapa do jogo é 2,5 vezes maior que o do original.

## Introdução
O jogo se passa diretamente após os eventos de Gravity Rush, e de uma prequela em anime chamada Gravity Rush: The Animation ~ Overture ~. Na cidade de Hekseville, a reconstrução está progredindo depois do incidente causado pelo ex-presidente, D’nelica. Após uma perturbação gravitacional ser reportada no distrito flutuante de Neu Hiraleon, Kat viaja até lá com sua parceira deslocadora de gravidade Raven, e Syd, um oficial de polícia, para investigar. Depois de uma luta contra androides misteriosos, os três são sugados num vórtice gravitacional e transportados para um mundo diferente, junto com todo o distrito.

## Desenvolvimento
O trabalho em Gravity Rush 2 começou quando o desenvolvimento de Gravity Rush terminou. Foi anunciado em 20 de setembro de 2012, na Tokyo Game Show, e era originalmente conhecido como 'Team Gravity Project' ('Projeto da Team Gravity'). Durante sua apresentação na TGS de 2015, a Sony revelou o jogo como Gravity Rush 2. Originalmente agendado para ser lançado em 2 de dezembro de 2016, o jogo foi adiado para janeiro de 2017 pela Sony, a fim de garantir que o jogo não competisse contra outros títulos triple-A, agendados para serem lançados durante o período de Natal.
Em 3 de dezembro de 2016, foi anunciado que a DLC grátis que a Sony estava oferecendo para recompensar pelo adiamento, seria "Raven's Choice", permitindo que jogadores joguem como a segunda personagem principal Raven. "Another Story The Ark of Time – Raven’s Choice" conta com Raven batalhando para salvar as Lost Children presas dentro da Ark no fim do primeiro Gravity Rush Em 31 de março de 2016, a DLC "Free Raven" foi lançada.
Kōhei Tanaka, que trabalhou na música de Gravity Rush, retornou para compor a música de Gravity Rush 2. Um anime, intitulado Gravity Rush: The Animation ~ Overture ~, foi lançado em 26 de dezembro de 2016. Feito pelo Studio Khara, serve como uma ponte para preencher a brecha de narrativa entre Gravity Rush e Gravity Rush 2.
Em 11 de novembro de 2016, Gravity Rush 2 foi enviado para fabrição. A Sony anunciou o traje de Nier: Automata para ser lançado na América do Norte, de graça, em 5 de maio de 2017.